# غوردون ماسترز
غوردون ماسترز (بالإنجليزية: Gordon Masters)‏ هو سياسي أسترالي، ولد في 30 أغسطس 1931 في المملكة المتحدة. حزبياً، نشط في حزب أستراليا الليبرالي (شعبة أستراليا الغربية).